# ارل ببی
ارل رابرت بابی (به انگلیسی: Earl Babbie) (زاده ۸ ژانویه ۱۹۳۸) جامعه‌شناس آمریکایی است که سمت کمپبل پروفسور بازنشسته را در علوم رفتاری در دانشگاه چپمن دارد. او بیشتر بخاطر کتاب «عمل تحقیقات اجتماعی» شناخته شده‌است که اولین بار در سال ۱۹۷۵ منتشر شد و در حال حاضر ۱۵ بار به زبان انگلیسی و به چندین زبان غیرانگلیسی چاپ شده‌است.

## زندگی‌نامه
ارل ببی در ۱۷ مه ۱۹۶۵ در سانفرانسیسکو با شیلا تریمبل ازدواج کرد که در سال ۲۰۰۷ منجر به طلاق شد. ثمره آن پسری بنام آرون رابرت بابی) زاده ۱۸ ژوئیه ۱۹۶۹) هست. او در ۱۶ مارس ۲۰۰۸ اورنج، کالیفرنیا با سوزان رابرتز کلم ازدواج کرده‌است.

## تحصیلات
ارل بابی در دیترویت، میشیگان زاده و در ورمونت و نیوهمپشایر بزرگ شد. در سال ۱۹۵۶، در ۱۸ سالگی، برای تحصیل در کالج هاروارد به هاروارد یارد مهاجرت کرد تا در سپاه آموزش افسران ذخیره نیروی دریایی بورسیه جایی که در سال ۱۹۶۰ با مدرک لیسانس هنر در روابط اجتماعی فارغ‌التحصیل شد. او در سال‌های ۱۹۶۰–۱۹۶۳ به عنوان افسر پرداخت در سپاه تفنگداران دریایی ایالات متحده در کشورهای اوکیناوا، تایوان، ژاپن و فیلیپین خدمت کرد. در سال ۱۹۶۶ از سپاه تفنگداران دریایی ایالات متحده با درجه ستوان یکم انفصال گرفت.
ببی در سال ۱۹۶۶ از دانشگاه کالیفرنیا، برکلی مدرک کارشناسی ارشد هنر و در سال ۱۹۶۹ از همان دانشگاه مدرک دکتری گرفت.

## تدریس
- ارل ببی در سال‌های ۱۹۷۹–۱۹۶۸ در دانشگاه هاوایی شهر هاوایی، جامعه‌شناسی تدریس می‌کرد.
- در این سال استعفا داد و ۸ سال بعدی را تمام وقت به پژوهش و نویسندگی پرداخت و کتاب‌ها و مقاله‌هایی نوشت.
- در سال‌های ۲۰۰۶–۱۹۸۷ استاد دانشگاه چپمن در اورنج، کالیفرنیا بود. در ژانویه ۲۰۰۶ از دانشگاه بازنشست شد.[۱][۲][۴]

## نویسندگی
- ارل ببی بیشتر بخاطر کتاب‌های درسی شهرت پیدا کرده که نوشته‌است. کتاب‌هایش به‌طور گسترده در دانشگاه‌های سراسر ایالات متحده و حتی دیگر کشورها پذیرفته شده‌است.
- همچنین نویسنده مقاله‌های پژوهشی و تک‌نگاری‌ها نیز هست.
- ببی در طول مدت فعالیت حرفه‌ای، در انجمن جامعه‌شناسی آمریکا فعال بود و در کمیته اجرایی ASA خدمت کرده‌است.
- او همچنین رئیس انجمن جامعه‌شناسی اقیانوس آرام و انجمن جامعه‌شناسی کالیفرنیا بود.[۲]
- در سال ۲۰۱۶، ببی یک پروژه آنلاین به نام راه‌حل‌های بدون مسئله را ابداع و راه‌اندازی کرد که «حلال‌ها» «soluprobs» نامیده می‌شود.

هدف این پروژه معرفی «راه‌حل‌هایی» است برای حل «مسایلی» که وجود ندارند. به عنوان مثال می‌توان به قوانین شناسه رأی‌دهندگان، ممنوعیت ازدواج همجنس‌گرایان، تهاجم ایالات متحده به عراق در سال ۲۰۰۳، ممنوعیت ماری‌جوانا، محاکمه جادوگران سالم و بسیاری موارد دیگر اشاره کرد. هدف این طرح ایجاد آگاهی و مشارکت است تا آسیب‌هایی را کاهش دهد که این نوع سیاست‌های نادرست اجتماعی به مردم و جامعه وارد می‌کند.

## جایزه‌ها و تقدیر
- کمک هزینه پژوهشی درون دانشگاهی، دانشگاه هاوایی، ۱۹۶۸.
- کمک هزینه پژوهشی از شرکت هاوایی الکتریک، ۱۹۶۹.
- کمک هزینه پژوهش / نگارش از صندوق جامعه هاس، ۱۹۷۳.
- کمک هزینه پژوهش / نگارش از دانشگاه هاوایی، ۱۹۷۵.
- دانشمند بازدیدکننده، دانشگاه کالیفرنیا، برکلی، ۱۹۷۵.
- استاد مدعو، دانشگاه ایالتی کالیفرنیا (چیکو)، ۱۴ تا ۱۶ نوامبر ۱۹۸۸
- عضو افتخاری انجمن دانشجویی برنامه افتخارات، ۱۹۹۴.
- دریافت جایزه لستر فرانک وارد از سوی انجمن جامعه‌شناسی کاربردی برای مشارکت برجسته در جامعه‌شناسی کاربردی در ۱۲ اوت ۲۰۰۰[۲]
- آغاز تأسیس «مرکز پژوهشی ارل ببی توسط دانشگاه چاپمن» در ۲۰۱۰[۵] و با تقدیم رسمی در ۲۱ مارس ۲۰۱۲. مأموریت این مرکز در حوزه جهانی است و دغدغه‌های آن شامل حقوق بشر، عدالت اجتماعی، راه حل‌های مسالمت‌آمیز برای درگیری‌های اجتماعی و پایداری محیط زیست است. به گزارش سایت اینترنتی مرکز، این مرکز پژوهشی «به توانمندسازی دانشجویان و اساتید برای انجام مطالعاتی اختصاص دارد که به مسایل حیاتی اجتماعی، رفتاری، اقتصادی و زیست‌محیطی رسیدگی می‌کنند».